# Sharabutdin Atáyev
Sharabutdin Atáyev (en ruso: Шарапутдин Атаев; Dorgueli, 10 de junio de 1999) es un deportista ruso que compite en boxeo.
Ganó una medalla de oro en el Campeonato Mundial de Boxeo Aficionado de 2023 y una medalla de oro en el Campeonato Europeo de Boxeo Aficionado de 2024, ambas en la categoría de 86 kg.

## Palmarés internacional
| Campeonato Mundial | Campeonato Mundial   | Campeonato Mundial | Campeonato Mundial |
| Año                | Lugar                | Medalla            | Categoría          |
| ------------------ | -------------------- | ------------------ | ------------------ |
| 2023               | Taskent (Uzbekistán) | Medalla de oro     | 86 kg              |
| Campeonato Europeo |                      |                    |                    |
| Año                | Lugar                | Medalla            | Categoría          |
| 2024               | Belgrado (Serbia)    | Medalla de oro     | 86 kg              |